# Rovaeanthus
Rovaeanthus är ett släkte av måreväxter. Rovaeanthus ingår i familjen måreväxter.
Kladogram enligt Catalogue of Life:
| Rovaeanthus | \| \| Rovaeanthus strigosus \| \| \| \| \| \| Rovaeanthus suffrutescens \| \| \| \| |
|             | \| \| Rovaeanthus strigosus \| \| \| \| \| \| Rovaeanthus suffrutescens \| \| \| \| |
|             | Rovaeanthus strigosus                                                               |
|             |                                                                                     |
|             | Rovaeanthus suffrutescens                                                           |
|             |                                                                                     |